# Vasile Diacon
Vasile Diacon (ur. 2000) – mołdawski zapaśnik startujący w stylu wolnym. Zajął dziewiąte miejsce na mistrzostwach świata w 2022 roku. 
Brązowy medalista mistrzostw Europy w 2023 roku. 
Trzeci na MŚ U-23 w 2022. Wicemistrz Europy U-23 w 2023 i trzeci w 2022. Mistrz świata juniorów w 2019 i trzeci w 2018. Mistrz Europy juniorów w 2019. Wicemistrz Europy kadetów w 2017 roku.